# Sampaio (Vila Flor)
Sampaio é uma povoação portuguesa sede da Freguesia de Sampaio do Município de Vila Flor, freguesia com 8,92 km² de área e 137 habitantes (censo de 2021), tendo, por isso, uma densidade populacional de 15,4 hab./km².
Foi vila e sede de concelho até ao início do século XIX. Este era composto pelas freguesias da sede e de Lodões. Tinha, em 1801, 336 habitantes e 17 km².
Em 1457, era uma honra, chamada Honra de Sampaio da Vilariça, que estava sobre a jurisdição de Vasco Fernandes (de Sampaio), neto de Vasco Peres (de Sampaio).

## Demografia
Nota: No censo de 1864 figura com o nome de S. Paio.
A população registada nos censos foi:
| Distribuição da População por Grupos Etários | Distribuição da População por Grupos Etários | Distribuição da População por Grupos Etários | Distribuição da População por Grupos Etários | Distribuição da População por Grupos Etários |
| -------------------------------------------- | -------------------------------------------- | -------------------------------------------- | -------------------------------------------- | -------------------------------------------- |
| Ano                                          | 0-14 Anos                                    | 15-24 Anos                                   | 25-64 Anos                                   | > 65 Anos                                    |
| 2001                                         | 26                                           | 24                                           | 96                                           | 46                                           |
| 2011                                         | 17                                           | 12                                           | 81                                           | 49                                           |
| 2021                                         | 13                                           | 12                                           | 56                                           | 56                                           |